# Vinicio Espinal
Vinicio Espinal, né le 14 novembre 1982 à Saint-Domingue en République dominicaine, est un footballeur international dominicain, possédant aussi la nationalité italienne évoluant comme milieu devenu entraîneur.
Il est le frère jumeau de José Espinal, footballeur professionnel entre 1999 et 2013, et possède également la nationalité italienne.

## Biographie

### Enfance
Il immigre en Italie en 1991 avec sa famille et son frère jumeau José.

### Sélection
Le 13 juin 2004, il est appelé pour la première fois en équipe de République dominicaine par William Bennett pour un match des éliminatoires de la Coupe du monde 2006 face au Trinité-et-Tobago (défaite 2-0).
Il compte quatre sélections et zéro but avec l'équipe de République dominicaine entre 2004 et 2011.

## Statistiques

### Liste des matches internationaux
Le tableau suivant liste les résultats de tous les matches internationaux de Vinicio Espinal avec l'équipe de République dominicaine.